# Jean de Clapiès
Jean de Clapiès, né à Montpellier le 28 août 1670 et mort le 19 février 1740, est un astronome et ingénieur français.

## Biographie
Clapiès est d'une famille noble de Béziers. Son père est Pierre de Clapiès, avocat au siège présidial de Béziers, correcteur à la Cour des comptes, et sa mère est Suzanne de Loys. Il fait d'excellentes études au collège des jésuites de cette ville, se livrant principalement à l'étude des mathématiques. Avec un de ses amis, il tombe sur une vieille édition des Éléments d'Euclide et ils étudient la géométrie avec grand intérêt, jusqu'à lever des plans de leur invention. On sait aussi qu'il a écrit un poème en latin.
Il a d'abord une brève carrière militaire et est lieutenant au régiment de Santerre. Il est à la bataille de Nerwinden de 1693. Il est directeur général des travaux publics de Languedoc.
Clapiès s'occupe ensuite presque uniquement de travaux en astronomie et en mathématiques. Le premier, il applique la trigonométrie rectiligne à la construction graphique des cadrans solaires (on employait auparavant la trigonométrie sphérique). Il observe l'éclipse de Soleil du 12 mai 1706, dont il avait prédit en 1703 qu'elle serait totale à Montpellier ; il en publie le calcul la même année. Il publie ensuite des Éphémérides pour l'année 1708.
Il est fondateur de l'Académie des sciences et lettres de Montpellier avec François de Plantade et François Xavier Bon de Saint Hilaire. Il est nommé professeur de mathématiques en 1718 et est employé à la direction des chaussées du Rhône. Il dirige la construction de l'aqueduc de Carpentras.
Clapiès meurt le 19 février 1740. Il était correspondant de l'Académie des sciences de Paris et lui avait envoyé plusieurs mémoires.

## Publications

### Mémoires
Clapiès et Plantade ont souvent fait des observations astronomiques communes, mais alors c'est Plantade qui rédigeait. On cite les éclipses de Lune du 23 décembre 1703 (Mémoires de l'Académie royale des sciences, 1704, p. 14), 17 juin 1704 (avec François Xavier Bon de Saint Hilaire) (Mémoires, 1704, p. 197), 13 février 1710 (Mémoires, 1710, p. 215) et les éclipses de Soleil du 12 mai 1706 et du 11 mars 1709 (Mémoires, 1709, p. 93).
- « Sur les diverses apparences de la Lune éclipsée », dans Histoire de la Société royale des sciences établie à Montpellier, vol. 1, p. 102
- « Analogies pour les angles faits au centre des cadrans solaires tant horizontaux, verticaux que déclinants inclinés, démontrées par l'analyse des triangles rectilignes », dans Mémoires de mathématique et de physique de l’Académie royale des sciences, 1707, p. 569Selon ses statuts, l'académie de Montpellier envoyait chaque année à celle de Paris un travail qu'elle jugeait représentatif ; choisi à Béziers, le mémoire de Clapiès fut publié par l'académie parisienne.

### Cartes
- (avec Guillaume Delisle, Augustin Danyzy, Philippe Buache, C. Aldring, Pierre Bourgoin[7]) Carte des diocèses de la province de Languedoc suivant l'ordre de la séance des villes épiscopales dans l'assemblée des États généraux de ladite province[8]

## Compléments

### Honneurs
- Clapiès est fait chevalier de l'ordre de Saint-Michel en 1726[1].
- (59793) Clapiès, astéroïde de la ceinture principale, porte son nom.